# Смыслов, Андрей Николаевич
Андре́й Никола́евич Смысло́в (1963—1985) — воин-интернационалист, лейтенант Советской Армии.

## Биография
Андрей Смыслов родился в Липецке 22 января 1963 года.
Закончил Ленинградское высшее артиллерийское командное училище. Служил в Афганистане.
При проведении боевой операции на территории Афганистана в районе Кандагара 28 мая 1985 года транспортно-заряжающая машина, старшим которой был лейтенант А. Н. Смыслов, попала в засаду. В неравном бою, когда кончились патроны, раненый лейтенант А. Н. Смыслов не сдался в плен, подорвав себя гранатой.
Награждён орденом Красного Знамени (посмертно), грамотой президиума Верховного Совета СССР «Воину-интернационалисту».

## Увековечение имени
- 14 марта 1989 года улица Жданова в Липецке переименована в улицу Смыслова.
- 25 апреля 2002 года имя Андрея Смыслова присвоено липецкой средней школе № 28, где он учился. 3 сентября 2004 года на здании школы установлена мемориальная доска воину-интернационалисту лейтенанту Смыслову.
- Андрею Смыслову посвящена песня Игоря Ждамирова.